# Paris (Tennessee)
Paris ist eine City und Verwaltungssitz des US-amerikanischen Henry County im Bundesstaat Tennessee, 138 km westlich von Nashville. Im Jahre 1900 hatte Paris 2018 Einwohner, 1910 waren es 3881 und 1940 6395 Einwohner. Das U.S. Census Bureau hat bei der Volkszählung 2020 eine Einwohnerzahl von 10.316 ermittelt.
Im Memorial Park des Ortes steht eine 18 m große Nachbildung des originalen Eiffelturms in Paris. Sie wurde ursprünglich in den frühen 1990er Jahren von der Christian Brothers University konstruiert, litt aber am Holzzerfall und wurde bald durch eine Metallkonstruktion ersetzt. Paris ist zudem Heim des „World's Biggest Fish Fry“, dem weltgrößten Backfisch.
Ferner gibt es in Paris kleine Firmen, die Autozubehör, kleine Elektromotoren, Metalltüren, Gummiteile und Schulmöbel produzieren.

## Kultur
Paris ist bekannt für seine Kunstförderung. Viele Musikfestivals finden in der Stadthalle statt, dem Krider Performing Arts Center, das an die öffentliche Grundschule der Stadt angeschlossen ist.

## Söhne und Töchter der Stadt
- John Hall Buchanan, Jr. (1928–2018), Politiker
- Howell Edmunds Jackson (1832–1895), Jurist und Politiker
- Robert Porter Jackson (* 1956), Diplomat
- Mordecai Johnson (1890–1976), Universitätspräsident, Theologe und Bürgerrechtler
- Cherry Jones (* 1956), Schauspielerin und Tony-Award-Gewinnerin
- Harry Neal, Mitglied des Pianoduos Nelson und Neal
- James D. Porter, Jr. (1827–1912), Gouverneur von Tennessee 1875–79
- Stephen M. Veazey, Weltpräsident der Gemeinschaft Christi